# جوزفين ويب
جوزفين ويب (بالإنجليزية: Josephine Webb)‏ هي مخترِعة أمريكية، (ولدت في نياجارا فولز في الولايات المتحدة 1918  م).